# Pascua pitufante
Pascua Pitufante (en el francés original, Pâques schtroumpfantes) es una de las historietas de la serie Los Pitufos, escrita por Gos y dibujada por Peyo para su publicación en 1967.

## Trayectoria editorial
Apareció originalmente en el número 1565 de la revista Le Journal de Spirou, un Spécial Pâques (especial Pascua) que se publicó el 11 de abril de 1968.
En 1983 se publicó en formato álbum junto a Los pitufos olímpicos y El jardín de los pitufos.

## Argumento
El Pitufo con Gafas quiere regalarle algo al Gran Pitufo en Pascua y encuentra un huevo en el bosque. Cuando va a llevárselo al Gran Pitufo, ve al Pitufo Pastelero terminando un huevo de azúcar para el Gran Pitufo. Al notar que el huevo de azúcar es mejor regalo que el suyo, el Pitufo con Gafas distrae al Pitufo Pastelero e intercambia los huevos. 
El Pitufo Bromista ve pasar al Pitufo con Gafas con el huevo y, mientras éste va a pedirle una cinta al Pitufo Vanidoso para envolver el huevo, el Pitufo Bromista lo cambia por otro de yeso con un petardo. El Pitufo Bromista lo pasa por agua antes de dárselo al Gran Pitufo, pero como es de azúcar se funde.
Al final, el Pitufo Cocinero le da su huevo al Gran Pitufo, que lo usa para hacer un pastel y deja extrañado al Pitufo Cocinero, que creía traer un huevo de azúcar. El Pitufo con Gafas trae su huevo, que le explota al Gran Pitufo, y éste se enfurece con el Pitufo con Gafas. Por su parte, el Pitufo Bromista no entiende por qué se derritió su huevo.